# 在日朝鮮蹴球団
在日朝鮮蹴球団（ざいにちちょうせんしゅうきゅうだん、チェイルチョソンチュックダン、재일조선축구단）は東京都にかつてあったサッカークラブ。
在日朝鮮人のサッカー愛好家らと在日本朝鮮人総聯合会のバックアップの元、1961年8月25日に結成された。ハングル読みでチュックダンとも。
日本の強豪クラブ（現在のJ1、J2）との親善試合で名を轟かせ、特に1960年代〜1970年代は「日本の最強クラブ」、「幻の日本一」との呼び声も高かった。クラブは報酬を受け取る専属選手らで構成されており、実質的なプロ集団であったとされる。
1999年に実質的な解散状態となり、在日朝鮮蹴球団は朝鮮大学校蹴球部のサテライトチーム的存在として存続。東京都社会人サッカーリーグの参戦歴は、FC KOREAが引き継いだ。

## 歴史
- 1961年　在日朝鮮蹴球団創立。
- 1977年　初の海外遠征でスリランカを訪問。
- 1980年　所属選手が在日朝鮮人として初の国家代表に選出される。
- 1995年 - 東京都社会人リーグ加盟、4部リーグ優勝。金鍾成がジュビロ磐田移籍。
- 1996年 - 東京都社会人3部リーグ優勝
- 1997年 - 東京都社会人2部リーグ優勝
- 1998年 - 東京都社会人1部リーグ優勝

　しかし、外国籍選手が6名以上在籍する「準加盟チーム」のため、関東サッカーリーグへの昇格をかけた「関東社会人サッカー大会」へ出場できず。
- 1999年 - 同年末、専任選手を解雇。以後は朝鮮大学校蹴球部の1、2年生を主体にしたアマチュアクラブに。

## 歴代所属選手
- 金光浩 - FW。朝鮮代表。元在日朝鮮蹴球団団長
- 金鍾成 - FW。朝鮮代表。ジュビロ磐田、コンサドーレ札幌にも在籍
- 梁圭史 - FW。朝鮮代表。ヴェルディ川崎、ザスパ草津、ファジアーノ岡山にも在籍